# 寇松線

寇松線以後波蘭邊界的變化

寇松線（Curzon Line）是由英國外交大臣寇松侯爵在1920年就波蘇戰爭提出的停火線（修訂於1921年，原來把利沃夫劃歸波蘭的線稱為B線）。其基礎為第三次瓜分波蘭時俄羅斯帝國和普魯士王國的邊界。不少原德國人居住的土地被波蘭及蘇聯瓜分。
雖然界線因波俄雙方的互不承認而失敗，但在二次大戰後當中的A線卻成為波蘭和蘇聯邊界線的基礎。蘇聯解體後，立陶宛、白俄羅斯和烏克蘭繼承了蘇方的界線。